# François-Wolff Ligondé
François-Wolff Ligondé (né le 17 janvier 1928 aux Cayes (Haïti) - mort le 8 avril 2013 ) est un évêque catholique haïtien, archevêque de Port-au-Prince (Haïti) de 1966 à mars 2008.

## Biographie
Il est ordonné prêtre le 11 juillet 1954.
Le 20 août 1966 le pape Paul VI le nomme archevêque de Port-au-Prince. Il le reste plus de quarante ans, ne se retirant que le 1er mars 2008 à l'âge de 80 ans.
Il est l'oncle maternel de Michèle Bennett, l'ex-épouse de l'ancien dictateur Jean-Claude Duvalier.